# 水疱性口内炎
水疱性口内炎（すいほうせいこうないえん、英: vesicular stomatitis）は、ラブドウイルス科に属する水疱性口内炎ウイルスを原因とする牛、馬、豚などの感染症。
OIEリストA疾病。日本の家畜伝染病予防法における法定伝染病であり、対象動物は牛、水牛、鹿、馬、豚、猪である。なお、日本獣医学会の提言で「水胞性口炎」から「水疱性口内炎」に変更されている。
感染は発症動物からの接触感染、汚染物からの経口、経鼻感染などによる。牛においては水疱、びらんを形成する。診断にはCF反応、HI反応、ELISAが用いられ、偶蹄類の場合は口蹄疫との鑑別が必要である。